# Cicloalquí

Ciclocití: el cicloalquí més petit aïllable

Un cicloalquí (en anglès:cycloalkyne) és l'anàleg cíclic d'un alquí. Un cicloalquí consta d'un anell tancat d'àtoms de carboni que contenen un o més enllaços covalent triple. Els cicloalquins tenen la fórmula general {\displaystyle {\ce {C_{n}H_{2n -4}}}}. Per la naturalesa linear de la unitat alquí C-CΞC-C, els cicloalquins estan altament tensats i només poden existir quan el nombre d'àtoms de carboni en l'anell és prou alt per donar la flexibilitat necessària per acomodar la geometria molecular. Per tant, el ciclooctí (C₈H₁₂) és el cicloalquí més petit capaç de ser aïllat i emmagatzemat com un compost estable.

## Síntesi
Els cicloalquins es poden produir via reaccions d'eliminació-β amb un cicloalquè substituït anàleg. Alternativament, també es poden produir per expansió de l'anell d'un carbèalquilidí cíclic.